# 校正記号
校正記号（こうせいきごう）は、印刷物の校正や手書きの原稿の組版指定などを行う場合に使用する記号である。

## 概要
印刷物は、一般には元になる原稿を元に出版社により印刷物として起こす。このときに手原稿などからの写し間違いなどにより不正確な原稿が作成されることがあり、これを誤植と呼ぶ。この修正を行うことを校正と呼ぶが、校正時手書きで色付きの筆記用具を用いて直すときに使用する記号を校正記号と呼ぶ。
校正記号は国によって異なっており印刷所によっても異なる場合がある。
印刷会社では活字の時代から使用されていた。
一般に使用するのは出版社と印刷会社であることが多いが、一般のビジネスや教育現場などでも使用されることがある。
出版社などの現場では書体などの指示と変更文字の指定がはっきりせずに、校正の指示内容を作業者が間違うことが多い。そのため、校正記号の記入者が区別しやすいように表記することと、校正作業者が校正記号の知識を確実に持っていることが求められる。
出版社以外で一般に使われるものは、文字の修正、削除などの指示の記号や、改行の指示の記号ぐらいである。

## 国際規格
校正記号の国際規格としてISO 5776がある。
ISO 5776のうち、ISO 5776 Table1はアルファベット圏用である。また、ISO 5776 Table 2は漢字国圏用である。
国際的には著者校正の際に印刷所が誤った箇所を校正するときは赤色、もとの原稿の誤った箇所を校正するときは黒色や青色での校正が要求される場合がある。また、国際的には校正は校正箇所と同じ行の余白を用いることが多い。これらは一般的な日本の校正法とは異なる（後述）。

## 日本工業規格
日本工業規格（JIS）ではJIS Z 8208により規定されている。
日本の校正法では、著者や編集者が校正する際には赤色、印刷所が校正する際には緑色が用いられることが多い。また、日本の校正法では、校正箇所から引出線（ひきだしせん）を用いて任意の余白まで引いて指示を書き込む。
1965年にJIS Z 8208により使用する記号が標準化されていたが、昨今のコンピュータの進化によりDTPが普及したことから、2007年に改定された。
JIS Z 8208での規定を元にここに記載する。正確な記号についてはJIS Z 8208を参照すること。

### 主記号

#### 文字や記号の変更指示
1文字修正を指定する場合は、変更対象の文字に逆斜線か該当文字を丸囲みした上で引出し線を引き変更後の文字を指示する。単語など複数文字の修正を指定する場合は、修正対象の文字全体を打ち消し線で消し、引出し線を引き変更後の文字を指定する。
小書き文字への変更を指定する場合は、縦組みでは「<」横組みでは「∧」の記号で対象の文字を囲んで指示する。「小サク」を丸囲みにして表記してもよい。
小書き文字を通常への変更を指示する場合は、縦組みでは「>」横組みでは「∨」の記号で対象の文字を囲んで指示する。「大キク」を丸囲みにして表記してもよい。

#### 文字の削除
文字を削除してその間を詰めることを指定する場合は、逆斜線か打ち消し線を該当文字に書き引出し線を引き「トル」または「トルツメ」と書いて指示する。間を詰めない指示の場合は「トルアキ」または「トルママ」と書いて指示する。

#### 文字の挿入
文字や記号を挿入する場合は「>」または「∧」を付けて引き出し線を引き挿入する文字を2本の線で囲む。

#### ルビの指示
ルビを付けることを指定する場合は、親文字の脇または上下に傍線を引き、引出し線を書いてルビ文字を書き「)」または「⌒」を付けて指示する。ルビ文字の変更は変更対象の文字に逆斜線か該当文字を丸囲みした上で引出し線を引き変更後の文字を記して「)」または「⌒」を付けて指示する。ルビ文字の削除は逆斜線か打ち消し線を該当文字に書き引出し線を引き「トル」と書いて指示する。ルビ文字の挿入は「>」または「∧」を付けて引き出し線を引き挿入する文字を「)」または「⌒」を付けた上で2本の線で囲む。

#### 文字の入れ替え
文字の入れ替えを指定する場合は「逆S」あるいは「S」で入れ替える文字を間に挟む形で指示する。離れた位置の文字については対象の文字をそれぞれ丸で囲み矢印を用いて指示する。

#### 圏点などの指定
- 圏点を指示する場合は親文字の右または上に「﹅」または「•」を書き「)」または「⌒」を付けて指示する。
- 傍線、下線、抹消線を指定する場合は、それぞれ傍線、下線、抹消線を引いた上で「傍線」、「下線」、「抹消線」を丸囲みで書いて指示する。

#### 書体の指定
- イタリック体の指定は下線を引くか、「イタ」または「ital」と書いて指示する。
- 立体の指定は、「┌─┐」で文字を囲んで指示する。「立」を丸囲み文字にするか、「ローマン」または「rom」で指示してもよい。
- ボールドの指定は、文字の下か左に波線を引くか、「ボールド」または「bold」を丸囲み文字で指示する。
- ボールドイタリックの指定は、文字の下か左に波線と下線を引くか、「イタボールド」を丸囲み文字で指示する。

#### ケースの指定
- 大文字の指定は、文字に3本の下線を引くか「大」を丸囲み文字にするか「cap」で指示する。
- 小文字の指定は、修正箇所を示し「小」を丸囲み文字にするか「ℓ.c.」と指示する。
- スモールキャピタルの指定は、文字に2本の下線を引くか「小キャプ」または「s.c.」で指示する。

#### 書式の指定
- 下付き文字の指定は、文字を「∧」で囲んで指示し、普通の文字に戻す場合には下付き文字を「∨」で囲む。
- 上付き文字の指定は、文字を「∨」で囲んで指示し、普通の文字に戻す場合には上付き文字を「∧」で囲む。
- 上付き文字を下付き文字にする場合は文字を「∧」が2つ重なった記号で囲んで指示し、下付き文字を上付き文字にする場合は文字を「∨」が2つ重なった記号で囲んで指示する。

縦中横を指定する場合は、修正箇所に「タテ中ヨコ」を丸囲みして指示する。

#### 合字の指定
合字を指示する場合は、修正箇所に「合」を丸囲み文字で指示する。

#### 罫線の指定
罫線の指定は、表罫は「オモテ」、裏罫は「ウラ」、中細罫は「中細」と指示し、必要な場合は長さも指示する。

#### 転倒した文字の修正
転倒した文字を正しい向きにするには対象の文字より引出し線を「γ」のように書いて指定する。

#### 不良の文字の修正
不良の文字については、対象の文字を「Ω」のような記号で囲んで指示する。

#### 字並びの修正
字並びの修正は、縦組みでは左右に、横組みでは上下に2本の線を引いて指示する。

#### 字間の調整
ベタ組みを指定する場合は、字間に「<」または「>」（横組みの場合は「∧」または「∨」）を書いて「ベタ」と指示をする。 詰め組みからベタ組みへの変更を指定する場合は、「)」または「⌒」で範囲を示して、「ベタニモドス」と指示する。
個別の空き量を指示する場合は、字間に「<」または「>」（横組みの場合は「∧」または「∨」）を書いて「四分アキ」と指示する。

#### 改行の指示
改行の指定は横書きは「⏌‾」あるいは「└┐」で改行を挿入する箇所に指示する。この場合次の行では字下げとなるが、字下げにしない指示を行う場合は「下ゲズ」または「天ツキ」と指示する。
改行を削除して繋げる指定は、縦組みの場合は「∿」、横組みの場合は「⊂⊃」で改行箇所を繋げるように指示する。

#### 文字の移動
指定の位置まで移動を指定する場合は「┬」、「├」などの記号を用いて指示する。

#### 改丁、改ページ、改段の指示
改丁、改ページ、改段を指示する場合はそれぞれ「改丁」、「改ページ」、「改段」を表記して指示する。

#### 文字送りの指示
文字送りの指定は、前送りの場合は「⎿_」、後ろ送りの場合は「￣⏋」で指示する。横組みの場合は「_⏌」、後ろ送りの場合は「⎾￣」で指示する。
行送りの指定は、前に送る場合は「⊏」、後ろに送る場合は「⊐」の記号をつけて指示する。横組みの場合は「┌─┐」および「└─┘」を使用して指示する。

#### 指示の取り消し
修正指示を取り消す場合は「イキ」と書いて指示する。

#### 校正の進行
再校の指定は「要再校」、三校の指定は「要三校」、念校の指定は「要念校」、責任校了の指定は「責了」、校了の指定は「校了」と書いて指示する。

### 併用記号

#### 文字種の指示
- 欧文のプロポーショナル文字にする場合は「欧文」または「オウブン」を丸囲み文字で指示する。
- 全角文字で指定する場合は「全角」と指示する。
- 半角文字で指定する場合は「半角」と指示する。
- 四分角文字を指定する場合は「四分」と指示する。
- 句読点を指示する場合は、縦書きの場合は「<」、横書きの場合は「∧」で囲み「、」、「,」、「。」、「.」を指示する。

#### 記号の指示
- 中点を指定する場合は「・」を四角囲み文字で指示し、コロンは「:」を丸囲み文字で指示し、セミコロンは「;」を指示する。
- リーダを指定する場合は「…」あるいは「‥」を四角囲み文字で指示する。「□」の横や上に「…」や「‥」を記載してもよい。
- ダッシュを指定する場合は二分ダッシュは半角の長方形か三角形で「–」を、全角ダッシュは正方形で「—」を囲んで表記する。二分ダッシュについては「二分」と表記し下線を引く、全角ダッシュは「□」の下に下線を引く、2倍ダッシュは「□□」の下に下線を引いてもよい。
- ハイフンを指定する場合は「ハイフン」を丸囲み文字で指示する。
- シングルクオートやダブル引用符は、「‘」、「’」「“」、「”」を「∨」で囲って指示する。
- アポストロフィーは「'」を「∨」で囲って指示する。
- 始めダブルミニュートは「〝」を「<」で、終わりダブルミニュートは、「〟」を「>」で囲って示す。
- 斜線は全角の場合は正方形、半角やプロポーショナルの場合は長方形で「/」を囲って指示する。
- 紛らわしい文字である文字として、マイナスは「−」の傍らに「マイナス」、長音符は「ー」の傍らに「オンビキ」などと丸囲み文字で指示する。ギリシャ語については「ギ」を丸囲み文字で指示する。

#### 複数箇所への指示
複数箇所に同時に指定を行う場合は、指示する文字に「△」を付け、余白に等号を用い「△=□」という指示を行う。

#### ルビの配置の指示
ルビの指示で、モノルビは親文字ごとに「)」または「⌒」を付け、グループルビは文字全体に「)」または「⌒」を付け、熟語ルビは親文字ごとに「)」または「⌒」を付けルビ全体に「)」または「⌒」を付けて指示する。

#### 文字サイズの指示
文字サイズを指定する場合は、ポイントは「ポ」、級数は「Q」をつけてサイズを指示する。

#### 書体の指示
書体の指定で、明朝体は「明」を丸囲み文字にするか「ミン」で、ゴシック体は「ゴ」を丸囲み文字にするか「ゴチ」で指示する。

#### 空き量の指示
ベタ組みの指定は「ベタ」、全角アキの指定は「全角」あるいは「□」、二分アキ、三分アキ、四分アキ、二分四分アキの指定は「二分」、「三分」、「四分」、「二分四分」と指示する。
2倍、3倍などの指定は「2倍」、「3倍」などと書いて指示する。
均等割付の指定は「均等」を丸囲みで指示する。

#### 行取りの指示
行取りの指定は、「2行ドリ」、「3行アキ」のように数字で行数を指示する。「2ℓドリ」、「3ℓアキ」のように指示してもよい。

#### 揃えの指示
上揃え、下揃え、右揃え、左揃え、中央揃えはそれぞれ、「上ソロエ」、「下ソロエ」、「右ソロエ」、「左ソロエ」、「センター」と指示する。